# 圣米格尔河 (科罗拉多州)
圣米格尔河（英語：San Miguel River）是多洛雷斯河的一条支流，科羅拉多河的二级支流，长约145公里，位于科羅拉多州西南部。圣米格尔河发源于特柳賴德东南方的圣胡安山脉，流向西北方向，经过安肯帕格里高原南侧，穿过普莱瑟维尔和纽克拉，于蒙特罗斯县西侧注入多洛雷斯河，离犹他州边界约24km。